# Tarvasjoki
Tarvasjoki var tidigare en kommun i landskapet Egentliga Finland. Den 1 januari 2015 slogs Tarvasjoki kommun samman med Lundo kommun. Tarvasjoki hade cirka 1 959 invånare och en yta på 102,41  km².
Innan kommunsammanslagningen var Tarvasjokis grannkommuner Aura kommun, Karinais, Lundo, S:t Mårtens, Pemar och Pöytis. Tarvasjoki var enspråkigt finskt.

## Geografi
Pemar å rinner genom Tarvasjoki och i kommuncentrumet blir Tarvasjoki å en del av Pemarån. Det fanns inga insjöar i Tarvasjoki.

### Byar
Det fanns 21 byar i Tarvasjoki: Eura, Horris (finska: Horinen), Hungerla, Jauhola, Juva, Kallela, Karhula, Killala, Kyrkby, Kättylä, Liedonperä, Liiparla, Mäentaka, Satopää, Seppälä, Suitsula, Suurila, Tiensuu, Tuomarla, Tuorila, Tyllilä och Yrjänkylä. 

## Historia
Namnet Tarvasjoki börjades använda år 1909. Tidigare kallades området Alastaro bönehusförsamling och därefter Eura kapell. Till exempel år 1540 hette ortet Effra efter Eura.

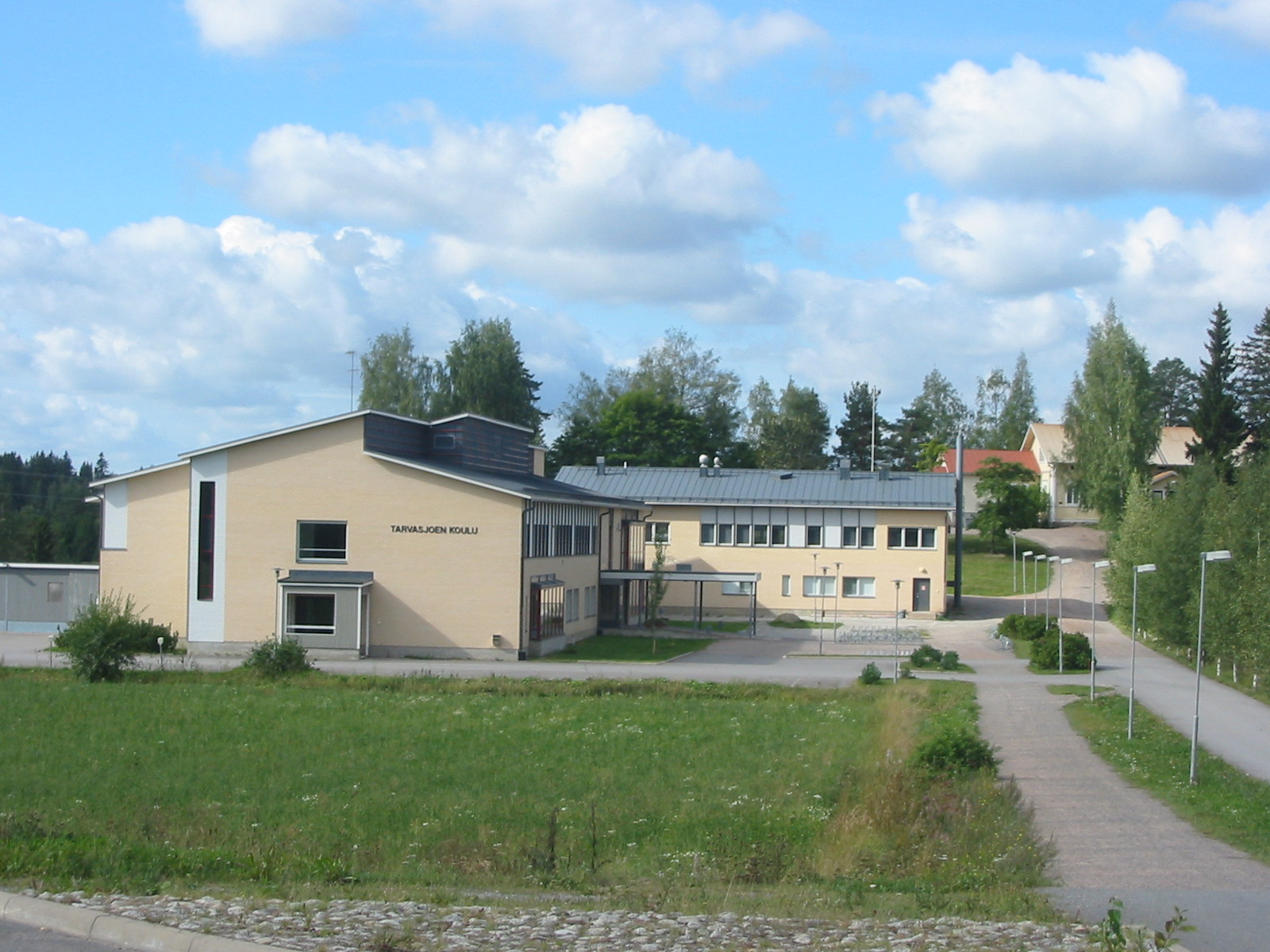
Tarvasjoki skola.

År 2013 blev Tarvasjoki en kriskommun tillsammans med tre andra kommuner. Kommunens ekonomi hade rasat på grund av byggandet av en ny välfärdscentrum. Välfärdscentrumet byggdes eftersom samkommunen över äldrevård med Karinais hade förfallit när Karinais uppgick i Pöytis. Finansministeriet föreslog att Tarvasjoki skulle bli en del av Lundo från och med 2015, och i juni beslutade Statsrådet att Tarvasjoki kommun skulle upplösas i slutet av 2014 och därefter bli en del av Lundo.
Innan kommunsammanslagningen hade Tarvasjoki kommunfullmäktige 17 platser som delades mellan partier på följande sätt:
- Samlingspartiet 6
- Centern 6
- SDP 2
- Sannfinländarna  2
- Kristdemokraterna 1

## Sevärdheter
- Tarvasjoki kyrka
- Tavastlands oxväg
- Tarvasjoki hembygdsmuseum.Tarvasjoki hembygdsmuseum

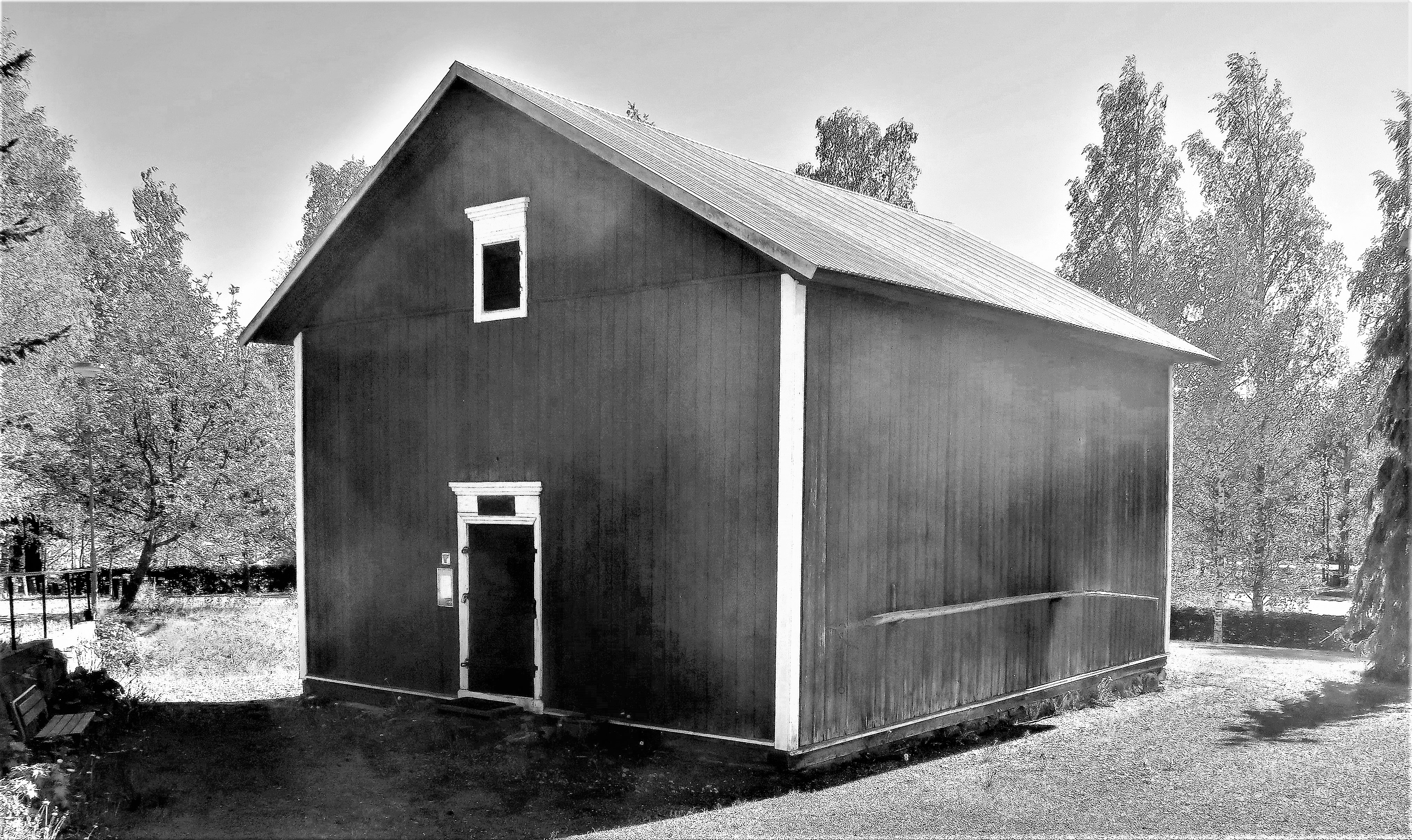
Tarvasjoki hembygdsmuseum.

- Gustaf Mauritz Armfelts hemmuseum (Juva kaptensboställe)

## Religion
Evangelisk lutherska kyrkan i Finland var verksam i kommunen genom Tarvasjoki församling. Efter kommunsammanslagningen i 2015 har församlingen varit en kapellförsamling under Lundo församling.

## Välkända människor från Tarvasjoki
- Gustaf Mauritz Armfelt (1757–1814), general, född på Juva ryttmästarboställe i Tarvasjoki.[8]
- Toivo Kivimäki (1886–1968), statsminister 1932–1936, född i Tarvasjoki
- Erkki Yrjänä (1898–2000), soldat och huvudredaktör